# Bush (Illinois)
Bush – wieś w Stanach Zjednoczonych, w stanie Illinois, w hrabstwie Williamson.